# Canistropsis billbergioides
Espèce
Classification phylogénétique
Canistropsis billbergioides est une espèce de plante de la famille des Bromeliaceae, endémique du Brésil.

## Cultivars
- Canistropsis 'Blood Orange'
- Canistropsis 'Citron'
- Canistropsis 'Guava'
- Canistropsis 'Mandarin'
- Canistropsis 'Persimmon'
- Canistropsis 'Plum'
- Canistropsis 'Sugar Fig'
- Canistropsis 'Tamarillo'
- Canistropsis 'Tutti Frutti'
- xAechopsis 'Angeline'
- xAechopsis 'Beacon'
- xAechopsis 'Santa Cruz'

## Galerie

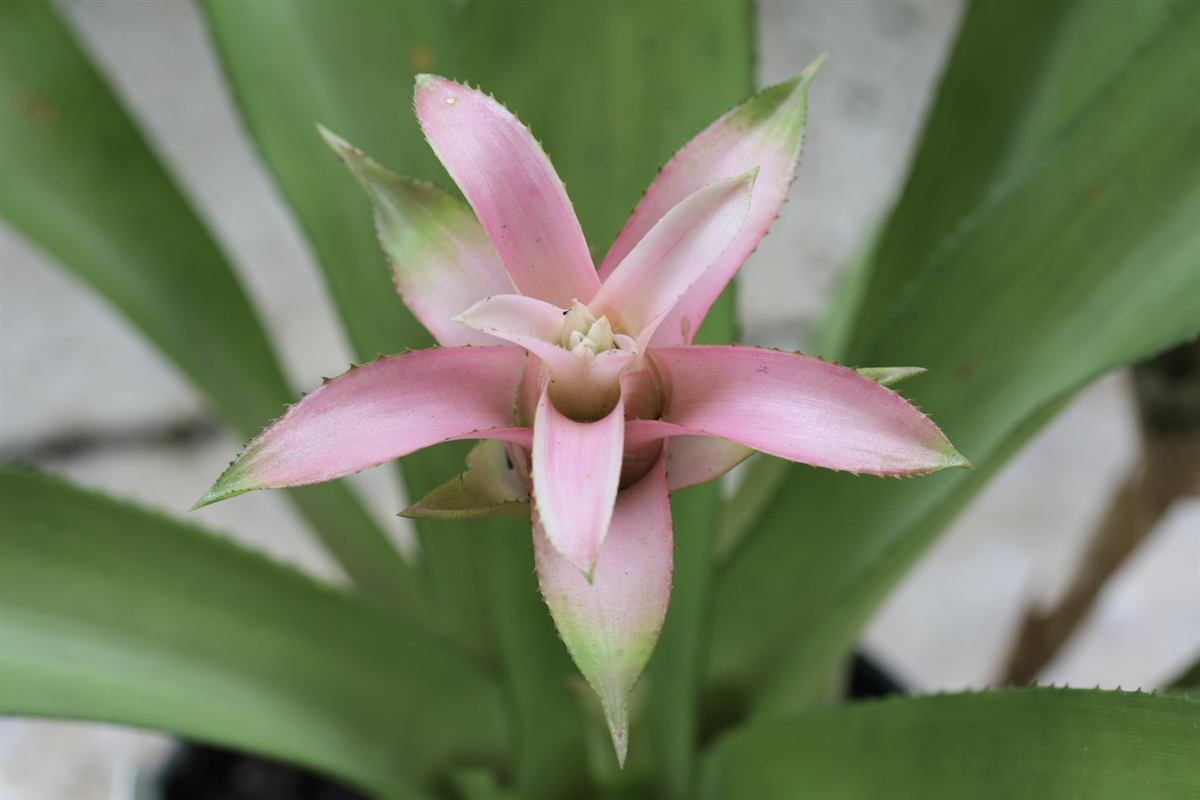
Cultivar rose
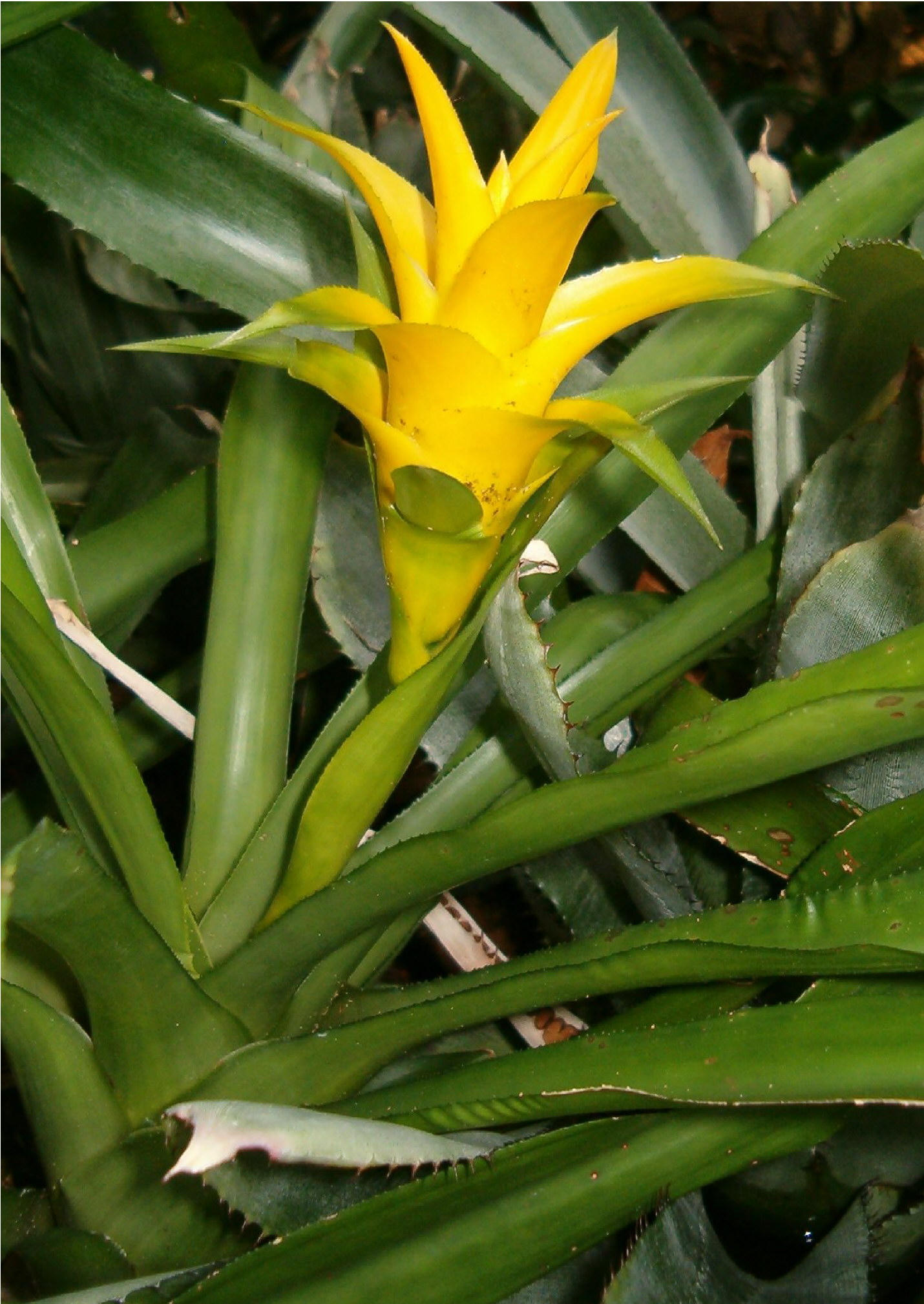
Inflorescence
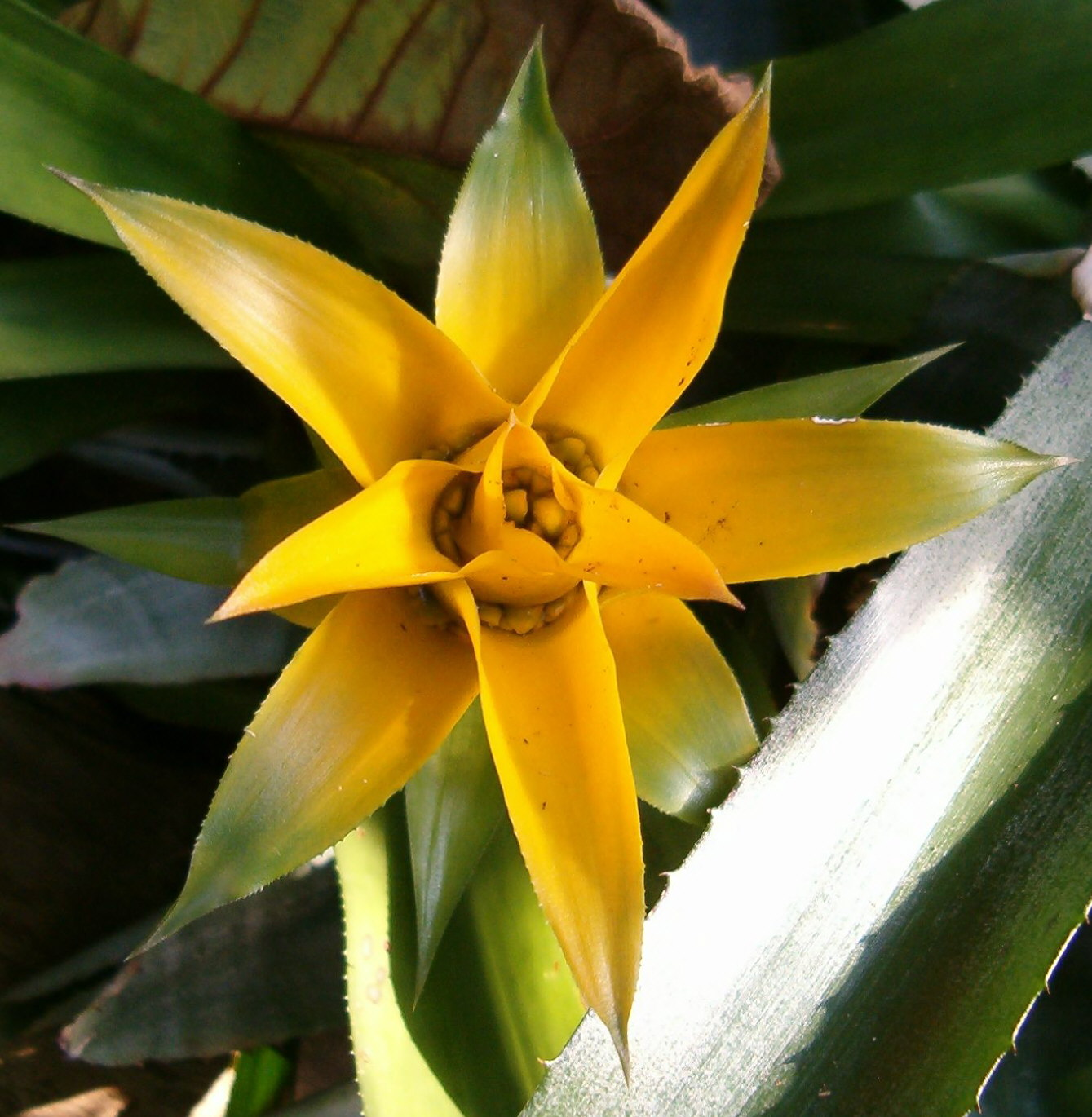
Cultivar citron